# Ribeira das Três Voltas
A Ribeira das Três Voltas é um curso de água português localizado na Latitude de 37° 42'0 Norte e na Longitude de 25° 28'60 Oeste, na ilha de São Miguel, arquipélago dos Açores.
Este curso de água, drena uma área geográfica vasta cujo ponto mais elevado se encontra na Serra da Barrosa a cerca de 947 metros de altitude. Não recebe afluentes de monta e tem um percurso quase direito desde a origem até a foz.
Drena parte do Monumento Natural e Regional da Caldeira Velha e encontra-se inserida na Serra de Água de Pau de que faz drenagem conjuntamente com a Ribeira da Praia, a Ribeira das Barreiras e a Grota das Pedras.
Ao longo de grande parte do curso da ribeira existe uma grande abundância de vegetação endémica típica da Macaronésia.
Este curso de água desagua no Oceano Atlântico, na costa Sul da ilha entre as localidades de Água de Alto no concelho de Vila Franca do Campo e da Ribeira Chã, no concelho da Lagoa.